# Foulden
Foulden is een civil parish in het bestuurlijke gebied Breckland, in het Engelse graafschap Norfolk met 430 inwoners.